# Kabūd Kalāyeh
Kabūd Kalāyeh (persiska: کبود کلایه) är en ort i Iran.   Den ligger i provinsen Mazandaran, i den norra delen av landet, 130 km norr om huvudstaden Teheran. Kabūd Kalāyeh ligger 70 meter över havet och antalet invånare är 244.
Terrängen runt Kabūd Kalāyeh är varierad.Runt Kabūd Kalāyeh är det ganska tätbefolkat, med 116 invånare per kvadratkilometer. Närmaste större samhälle är Tonekābon, 6,3 km nordost om Kabūd Kalāyeh. I omgivningarna runt Kabūd Kalāyeh växer i huvudsak blandskog.